# Cervicarthrose
La cervicarthrose, ou arthrose cervicale, est un rhumatisme chronique dégénératif non inflammatoire dans sa localisation à la colonne vertébrale cervicale.

## Définitions
Le nom de cervicarthrose est construit à partir du grec cervix (cou), arthron (articulation) et ose (pour dégénérescence).
La cervicarthrose est le nom de l’arthrose qui touche une ou plusieurs des sept vertèbres du cou c’est-à-dire le rachis cervical. C’est donc comme toute arthrose un rhumatisme dégénératif.
Elle est très fréquente chez le sujet âgé. Les étages C4-C5 et C5-C6 sont le plus souvent concernés.

## Anatomie
Les vertèbres cervicales sont liées l’une à l’autre par trois systèmes articulaires. En avant l’association du disque à la vertèbre, en arrière l’articulation inter-apophysaire postérieure et latéralement entre l’uncus et le corps vertébral. L’arthrose peut donc concerner à chaque étage ces trois systèmes et on parle alors d’uncodiscarthrose et d’arthrose inter-apophysaire postérieure.

## Clinique
Le signe clinique majeur est constitué par les cervicalgies chroniques. Le tableau peut se compliquer par une compression d’une racine nerveuse constitutive d'une névralgie cervico-brachiale, d’une compression de la moelle épinière (myélopathie cervicarthrosique) ou d’une compression de l’artère vertébrale.

## Diagnostic

### Diagnostic positif
Le diagnostic positif repose essentiellement sur l’interrogatoire, l’examen physique et des radiographies standards, mais il doit éliminer les causes de cervicalgies secondaires .

### Diagnostic différentiel
À cette étape il faut écarter les causes de cervicalgies traumatiques, tumorales et inflammatoires par le bilan biologique et une imagerie IRM.

## Principes de la prise en charge
La prise en charge de la douleur repose sur la prescription d’antalgiques associés, en l'absence de contre-indication, à un anti-inflammatoire et à un myorelaxant. Le port d'un collier mousse peut soulager utilement. La kinésithérapie est souvent associée en première intention et les thérapies physiques peuvent venir en complément comme la mésothérapie et l’acupuncture. Un traitement de fond basé sur la rééducation musculaire et des mobilisations permet d'éviter les récidives.